# Бушмейстер
Бушме́йстер (Lachesis) — рід отруйних змій родини гадюкові. Має 4 види. раніше їх розглядали як підвидів. Лише з 1997 року було визначено як самостійних представників роду.

## Етимологія
Латинська назва походить від імені міфологічної особи Лахесіс — мойри, яка відповідала за минуле. Це як натяк, що у випадку зустрічі з бушмейстером, той відправить людину у минуле (тобто людина загине).

## Опис
Загальна довжина представників цього роду коливається від 2,5 до 4 м. Голова стиснута з боків, трохи витягнута, вкрита дрібною лускою. Очі великі, зіниці вертикальні. Верхньогубних щитків 7—11. Тулуб кремезний. Ростральний щиток трикутний, широкий. Має 191–236 черевних щитків. навколо тулуба є 21—27 рядків луски. Добре розвинені термолокатори, за допомогою яких реагує на тепло кожної теплокровної тварини, що знаходиться поблизу нього. Забарвлення коричнево—рожеве, помаранчево—коричневе, жовтувате з темними плямами на голові та тулубі.

## Спосіб життя
Полюбляють вологі тропічні ліси, тримаються поблизу води. зустрічаються на висоті до 1600 м над рівнем моря. Активні вночі. Харчуються гризунами.
Отрута досить потужна, становить суттєву небезпеку для людини.
Це яйцекладні змії. Самиці відкладають до 20 яєць.

## Розповсюдження
Мешкають від Нікарагуа до Бразилії й Перу. Також зустрічаються на о. Тринідад.

## Види
- Lachesis acrochorda (Garcia, 1896)
- Lachesis melanocephala Solórzano & Cerdas, 1986
- Lachesis muta (Linnaeus, 1766)
- Lachesis stenophrys Cope, 1876